# ヴィテルボ県

ヴィテルボ県
Provincia di Viterbo

ヴィテルボ県（ヴィテルボけん、イタリア語: Provincia di Viterbo）は、イタリア共和国ラツィオ州に属する県の一つ。県都はヴィテルボ。

## 地理

### 位置・広がり
ラツィオ州北西部に位置する県で、西はティレニア海に面し、北にトスカーナ州、北東にウンブリア州と接する。県都ヴィテルボは、州都・首都ローマの北北西66kmに位置する都市で、テルニから西南西へ47km、ペルージャから南南西へ80km、グロッセートから東南東へ90kmの距離にある。
隣接する県は以下の通り。
- シエーナ県 （トスカーナ州） - 北
- テルニ県 （ウンブリア州） - 北東
- リエーティ県 - 東
- ローマ県 - 南東
- グロッセート県 （トスカーナ州） - 北西

### 地勢
県域北西部にボルセーナ湖、県域南東部にヴィーコ湖がある。
県域東部をテヴェレ川が流れており、おおむねテルニ県との境界をなしている。

### 主要な都市
2001年の国勢調査に基づく居住地区（Località abitata）別人口統計によれば、人口5000人以上の都市・集落は以下の通り。
- ヴィテルボ - 44,006人
- タルクイーニア - 12,191人
- チーヴィタ・カステッラーナ - 11,845人
- ヴェトラッラ - 10,589人
- モンテフィアスコーネ - 9,555人
- トゥスカーニア - 7,026人
- ロンチリオーネ - 6,647人
- ソリアーノ・ネル・チミーノ - 5,633人
- ネーピ - 5,626人

- ヴィテルボ
- タルクイーニア
- モンテフィアスコーネ

## 歴史
1816年、教皇国家はヴィテルボを中心にヴィテルボ管区 (it:Delegazione apostolica di Viterbo) を置いた。1870年、イタリア王国は教皇領を占領してローマ県を設置し、県の下位区分としてかつての教皇領の行政区画に対応させた郡（Circondario）を設けた。この際、ヴィテルボを中心とする地域はヴィテルボ郡 (it:Circondario di Viterbo) となった。
行政区画としてのヴィテルボ県 (Provincia di Viterbo) は1928年12月2日に成立した。

## 行政区画

### コムーネ
ヴィテルボ県には60のコムーネが属する。主要なコムーネ（人口上位10位）は下表の通り。左端の数字はISTATコードを示す。人口は2024年1月1日現在。
| コード | 自治体名                   | 人口   |
| ------ | -------------------------- | ------ |
| 056059 | ヴィテルボ                 | 66,241 |
| 056050 | タルクイーニア             | 15,985 |
| 056021 | チーヴィタ・カステッラーナ | 15,175 |
| 056057 | ヴェトラッラ               | 13,361 |
| 056036 | モンテフィアスコーネ       | 13,007 |
| 056039 | ネーピ                     | 9,471  |
| 056035 | モンタルト・ディ・カストロ | 9,097  |
| 056042 | オルテ                     | 8,712  |
| 056045 | ロンチリオーネ             | 8,449  |
| 056052 | トゥスカーニア             | 8,208  |